# 4923 Clarke
Clarke (asteróide 4923) é um asteróide da cintura principal, a 1,71158 UA. Possui uma excentricidade de 0,2021361 e um período orbital de 1 147,63 dias (3,14 anos).
Clarke tem uma velocidade orbital média de 20,33567338 km/s e uma inclinação de 6,66907º.
Este asteróide foi descoberto em 2 de Março de 1981 por Schelte J. Bus.
O seu nome é uma homenagem ao escritor inglês Arthur C. Clarke.